# اللجنة البارالمبية الهندية
اللجنة البارالمبية الهندية هي الهيئة المسؤولة عن اختيار الرياضيين لتمثيل الهند في الألعاب البارالمبية وغيرها من اللقاءات الرياضية الدولية، وإدارة الفرق الهندية المشاركة في هذه الأحداث.
تأسست المنظمة عام 1992 تحت اسم اتحاد الرياضة للأشخاص ذوي الإعاقة في الهند، قبل أن يُعاد تسميتها لتكون أكثر شمولاً.

## التاريخ
في عام 1992، أنشأ السيد مهاديفا وعدد من زملائه منظمة وطنية تهدف إلى تعزيز وتطوير الرياضة للأشخاص ذوي الإعاقة الجسدية والقدرات المختلفة، تحت اسم اتحاد الرياضة للأشخاص ذوي الإعاقة الجسدية في الهند. وقد تم تسجيلها رسميًا عام 1994 لدى مسجل الجمعيات التعاونية في بنغالور، كارناتاكا. وكان أول رئيس لها راثان سينغ. هدفت المنظمة إلى تعزيز الرياضة للأشخاص ذوي الإعاقة في الهند، وتحديد الرياضيين ذوي الإعاقة في مختلف أنحاء البلاد، وتوفير التدريب اللازم لهم، وإعدادهم للمشاركة في اللقاءات الرياضية على المستويين الوطني والدولي.
انضمت المنظمة إلى اللجنة البارالمبية الدولية، وإلى الاتحاد الدولي لرياضة الكراسي المتحركة ومبتوري الأطراف، وكذلك إلى اتحاد FESPIC، الذي يشمل بلدان منطقة الشرق الأقصى وجنوب المحيط الهادئ، بالإضافة إلى اللجنة البارالمبية الآسيوية.
حصلت اللجنة البارالمبية الهندية على صفة السلطة العامة بموجب قانون الحق في الحصول على المعلومات لعام 2005.

## الإدارة

### المجلس التنفيذي لـ IOA
فيما يلي اللجنة التنفيذية للجنة البارالمبية الهندية للفترة الممتدة من عام 2024 حتى عام 2028.
| تعيين                 | اسم                         | الاتحاد الرياضي الوطني / اللجنة الأولمبية الحكومية |
| --------------------- | --------------------------- | -------------------------------------------------- |
| رئيس                  | ديفيندرا جهاجهاريا          | الاتحاد الهندي لألعاب القوى                        |
| نواب الرئيس           | شاندراسيكار راجان           | رابطة الرياضات البارالمبية في ولاية تاميل نادو     |
| نواب الرئيس           | ساتيا باركاش سانجوان        | NA                                                 |
| الأمين العام          | جاياوانت غوندو هاماناوار    | NA                                                 |
| أمين الصندوق          | سونيل برادان                | رابطة تنس الريشة الهندية                           |
| السكرتيرون المشتركون  | لاليت                       | جمعية هيماشال براديش للرياضات المظلية              |
| السكرتيرون المشتركون  | ديواكارا ثيميغودا           | NA                                                 |
| أعضاء المجلس التنفيذي | الدكتورة سوتابا تشاكرابورتي | NA                                                 |
| أعضاء المجلس التنفيذي | بهاتي شاندولال تاراشانجي    | الاتحاد الهندي لألعاب القوى                        |
| أعضاء المجلس التنفيذي | سانديب كومار                | رابطة بيهار للرياضات البارالمبية                   |
| أعضاء المجلس التنفيذي | شاميندر سينغ دهيلون         | NA                                                 |
| أعضاء المجلس التنفيذي | سينغارابو بابو              | الاتحاد الهندي للكرة الطائرة البارالمبية           |

### الأهداف والغايات
- تعزيز وتطوير الفرص والمنافسات الرياضية، من مستوى البداية وصولًا إلى مستوى النخبة.
- تطوير الفرص للرياضيين ذوي الإعاقة الشديدة في الرياضة على جميع المستويات وفي جميع الهيئات.
- تعزيز الحكم الذاتي لكل اتحاد رياضي بارالمبي كجزء لا يتجزأ من الحركة الرياضية الوطنية، مع حماية هويته والحفاظ عليها في جميع الأوقات.
- ضمان سيادة روح اللعب النظيف، مع إدارة المخاطر الصحية التي يتعرض لها الرياضيون، والحفاظ على المبادئ الأخلاقية الأساسية.

## الاتحادات البارالمبية الحكومية
1. رابطة أندامان ونيكوبار للرياضات البارالمبية.[3]
2. رابطة الرياضات البارالمبية في ولاية أندرا براديش.
3. رابطة البارالمبية في أروناتشال براديش.
4. جمعية آسام للرياضات البارالمبية.
5. رابطة البنغال للرياضات البارالمبية.
6. رابطة بيهار للرياضات البارالمبية.
7. جمعية شانديغار الرياضية لذوي الاحتياجات الخاصة.
8. رابطة الرياضات البارالمبية في تشاتيسجار.
9. جمعية دادار وناجار هافيلي للرياضات البارالمبية.
10. جمعية ضمان وديو بارا الرياضية.
11. رابطة ديفيانغ للرياضات البارالمبية في دلهي.
12. رابطة جوا للرياضات البارالمبية.
13. الرياضات البارالمبية في ولاية غوجارات.
14. اللجنة البارالمبية في ولاية هاريانا.
15. رابطة هيماشال براديش للرياضات البارالمبية.
16. رابطة جامو وكشمير للرياضات البارالمبية.
17. رابطة الرياضات البارالمبية في ولاية جهارخاند.
18. جمعية كارناتاكا الرياضية للأشخاص ذوي الإعاقة.
19. رابطة الرياضة لذوي القدرات المختلفة في كيرالا.
20. رابطة الرياضات البارالمبية في ماديا براديش.
21. رابطة الرياضات البارالمبية في ماهاراشترا.
22. اتحاد الرياضات لذوي الاحتياجات الخاصة في مانيبور.
23. الجمعية البارالمبية في ميغالايا.
24. رابطة البارالمبية في ميزورام.
25. الجمعية البارالمبية في ناجالاند.
26. رابطة الرياضات البارالمبية في أوديشا.
27. رابطة البنجاب للرياضات البارالمبية.
28. رابطة الرياضات البارالمبية في بونديشيري.
29. جمعية ديفيانغ بارا الرياضية في راجاستان.
30. رابطة البارالمبية في سيكيم.
31. رابطة الرياضات البارالمبية في ولاية تاميل نادو.
32. رابطة الرياضات البارالمبية في تلانجانا.
33. رابطة تريبورا للرياضات البارالمبية.
34. رابطة أوتار براديش للرياضات البارالمبية.
35. الجمعية البارالمبية في أوتاراخاند.

## الأحداث
شارك 87 رياضيًا بارالمبيًا هنديًا في دورة الألعاب البارالمبية الآسيوية لعام 2014 التي أُقيمت في إنتشون، كوريا الجنوبية.
كما شارك 101 رياضي هندي في دورة الألعاب الآسيوية البارالمبية لعام 2010 التي أُقيمت في قوانغتشو، الصين.

## الروابط الخارجية
- الموقع الرسمي
- رياضي بارالمبي عالق في مطار دلهي ، أخبار وتحليلات يومية ، 24 ديسمبر 2010
- الرياضيون المعاقون بسبب البيروقراطية ، منتصف النهار ، 11 يونيو 2010

قالب:Sports governing bodies in Indiaقالب:Sports governing bodies in India